# 美少女戰士 (電視劇)
《美少女戰士》是2003年10月4日至2004年9月25日播放，以《美少女戰士》作品中的首系列,作為基礎再改編成的特攝電視劇，共49集，由真人演出。劇中更增加不少的新角色，讓喜歡《美少女戰士》的支持者耳目一新。基本上跟原本的動畫第一輯內容情節相同，但實際上某些情節稍微作出改動。台湾与中国则把此剧称之为《美少女战士 真人版》。
寫實版共計49集，另外有兩集特別篇，名為Special Act 和Act Zero。實寫版英文譯名為"Pretty Guardian Sailor Moon"，或是"Bishoujo Senshi Sailor Moon Live Action"。Bishoujo為美少女   Senshi戰士    Sailor水手    Moon月亮

## 簡歷
1990年代播出的電視動畫「美少女戰士」以及其漫畫因為大熱的關係，所以CBC、電通及東映決定將它真人化，在TBS每週六早上七時半至八時正播出。
同時，2003年12月21日CBC電台播出特別廣播節目「DJ MOON」（2004年1月4日也在MBS電台、TBS電台放送），而且在2004年末開始發售關於月野兔和地場衛結婚的特別篇的DVD，通稱「Special Act」，而在2005年初,亦發售有關水手V的誕生的特別篇，通稱「Act Zero」。
而這個電視劇是根據美少女戰士原作第一部作為藍本改編的，大致情節相近。而特別篇中主角月野兔和地場衛結婚，為整個故事劃上完美的句號。
另外，「美少女戰士」的漫畫版和動畫版的英文表記為「Pretty Soldier Sailor Moon」，但真人版則稱為「Pretty Guardian Sailor Moon」

## 演出角色
月野兔（月野うさぎ、演員：澤井美優）
本作的女主角。能變身成水手月亮SailorMoon。前世為月之王國的倩妮迪公主。後期在因地場衛而情緒動搖的時候，就會引出公主的人格而變身成水手月公主，戰鬥力大增並會造成破壞。小兔為此感到煩惱，所以一直在特訓要自己不要變成水手月公主。大戰時失去了衛的她再一次變身為公主，打算跟地球一起同歸於盡。最後以自己的生命為代價釋放幻之銀水晶的力量把被自己毀滅的地球回復原樣，並在同伴回憶起自己時得以復活。
水野亞美（水野亜美、演員：泉里香）
小兔的好友。同樣為美少女戰士，能變身成水手水星SailorMercury。對小兔十分熱情，當她有事的時候會義無反顧的幫助她。中段因和同伴產生誤會而不慎被昆札特操縱而變身成黑暗水星，內心黑暗的她一心想打敗美少女戰士，之後因為幻之銀水晶的魔力和對大家的友情終被感化而回復本性。大戰結束後原應就讀高中的時候卻跳級到了美國念醫校，最後還成為當時最年輕的醫生。
火野麗（火野レイ、演員：北川景子）
小兔的好友。同樣為美少女戰士，能變身成水手火星SailorMars。與父親的關係十分差，因為小時候當媽媽病危的時候，而父親卻一直忙於工作，所以內心對他存有憎恨。倔強的她一直跟美奈子耍對抗，並甚麼都跟她爭奪，最後美奈子離世的時候，她卻比任何人都更加傷心，其後更能使用金星的武器作戰，證實了她們的友情是情比金堅的。大戰結束後到京都進行修練。
木野真琴（木野まこと、演員：安座間美優）
小兔的好友。同樣為美少女戰士，能變身成水手木星SailorJupiter。她兒時雙親都去世了，所以她只能武裝自己，讓人不敢欺負她，因此養成了獨立的性格。她一直渴望有個溫韾的家，直到元基出現為止。大戰結束後經營一間為婚禮而設的花店。
愛野美奈子（愛野美奈子、演員：小松彩夏）
同樣為美少女戰士，能變身成水手金星SailorVenus。她初時冒充公主的名義，目的是想引開敵人的注意，避免實為公主的小兔受傷害。她同時是一個偶像歌手，人氣十分高。但她在未成為戰士前就已得知自己患上絕症，所以她覺醒後決定用剩餘生命也要完成前世的使命，最後在大戰前離世。大戰結束後得到幻之銀水晶的力量加持而復活，得以繼續她的演藝事業並成為全球的流行歌手，特別篇開頭提及她在倫敦獲得格萊美獎，成為日本首位獲得此獎的藝人。
地场卫（地場衛、演員：涩江让二）
本作的男主角。能變身成夜禮服假面。前世為地球王國的安迪美奧王子。在認識小兔前有一個女朋友，回憶起與小兔的前世後分手。後來被貝莉爾女王置入能蠶食他生命的物質，威脅他離開小兔。在生命的最後用身體封印美達利亞打算同歸於盡保護地球，但是被美達利亞反噬。最後衛得到被歸還的生命而復活。

## 本作新角色
- 黑木澪（黒木ミオ、演員：有紗）

第29集登場。貝莉爾女王的分身，所以同樣鍾情於安迪米奧，即地場衛。一開始以歌手的身份出現人間，經常故意欺負小兔和美奈子，並裝出一副委屈的樣子，讓人以為她被欺負。美奈子得悉她是敵人後極力阻止她接近小兔。最後被美達利亞殺死。在特別篇中復活，並取代貝莉爾女王企圖復辟黑暗王國。最終被水手戰士們消滅。
- 水手露娜（セーラールナ、演員：小池奈）

於第27集登場。真正身份是露娜，但因為幻之銀水晶的力量，可隨意變身成人類或戰士，但當一打噴嚏就會回復貓樣。能快速地奔跑，並擾亂敵人的視線。其新月棒可隨意變成折扇、金折扇和貓形網。必殺技為「露娜糖果攻擊」（Luna Sucre Candy）。
- 黑暗水星（暗闇マーキュリー、演員：泉里香）

於第21集登場。被昆札特操蹤而令其內心變得十分黑暗，展開對抗美少女戰士的計劃。只要叫喊「黑暗力量、變身」就能變身成黑暗水星。其武器為冰所造成的長劍。
- 水手月公主（プリンセス・ムーン、演員：澤井美優）

於第36集登場。小兔的前世倩妮迪公主因只有安迪美奧能瞭解她而在心裡極度依賴他，當小兔情緒被動搖時就會引出潛藏的公主人格而變身為公主戰士，幻之銀水晶的力量亦會擴大，敵人的力量也被幻之銀水晶影響而增強力量。無視除了安迪美奧即地場衛以外的一切。武器為新月聖劍和豎琴。豎琴的音色有治療的作用，而聖劍則可劃出衝擊波造成大肆破壞。在地場衛抱著她進行安撫後就會變回小兔。
- 日下陽菜（日下陽菜、演員：松下萌子）

於第16集登場。阿衛的未婚妻，由於阿衛兒時曾經幫過她，就是這樣而深深愛著他，但後來小兔的出現令他們的關係極不穩定。當她知道阿衛的心情後決定退出這段三角戀，自此以後並沒有再出現過（ACT ZERO除外）。

## 黑暗帝國
美達利亞女王（クイン・メタリア）
黑暗帝國的大頭目。被地場衛用身體封印後因生命耗盡而反噬，反過來佔用地場衛的身體。大戰時被水手月亮殺死。
貝莉爾女王（クインベリル、演員：杉本彩）
黑暗帝國的女王。鍾情於安迪米奧王子，立誓要把他搶過來，最大的心願是借助美達利亞的力量跟安迪米奧一起統治地球。創造出分身黑木澪監視衛和小兔的日常舉動。最終在水手月公主毀滅地球之時而死。
傑達特（ジェダイト、演員：增尾遵）
貝莉爾的手下。前世是安迪米奧的侍衛，任務是收集人類的能量。一生只效忠貝莉爾。最終在水手月公主毀滅地球之時而死。在特別篇復活。
涅夫萊特（ネフライト、演員：松本博之）
貝莉爾的手下。前世是安迪米奧的侍衛，任務是尋找幻之銀水晶。性格暴躁，並經常排擠其他人以在貝爾面前表現自己，但最後在貝莉爾操縱下自殺。之後復活變成普通人類，隨後被元基收養在皇冠打工，並好像對亞美有好感。在特別篇回復原身。
佐賽特（ゾイサイト、演員：遠藤嘉人）
貝莉爾的手下。前世是安迪米奧的侍衛，任務是尋找並殺死月光公主。他記得前世的記憶，並效忠於安迪美奧，所以經常無視貝莉爾的命令，他跟水手金星的想法都是一致的，二人都極力阻止安迪莉奧和公主的愛情，最後給美達利亞殺死。在特別篇復活。
昆札特（クンツァイト、演員：窪寺昭）
貝莉爾的手下。前世是安迪米奧的侍衛，一直都記得前世的記憶，但跟前世不同的是，因為他認為安迪美奧在前世因背叛他們而導致地球被毀，所以心裡只有復仇這回事。他並沒有什麼任務，十分散漫。經常無視貝爾的命令，最後還是為保護安迪米奧而死。在特別篇復活。

## 幕後人員
- 總製片人：岡剛之（CBC）、竹澤壽之（CAZBE）
- 製片人：矢田晃一（東映）、坂田雄馬（電通）、白倉伸一郎、丸山真哉（東映）
- 劇本：小林靖子
- 監製：田崎龍太、高丸雅隆、舞原賢三、鈴村展弘、佐藤健光
- 特攝監製：佛田洋
- 攝影：松村文雄、上赤寿一、川口滋久、上林秀樹、小林元、
- 錄音：土屋和之（第一話至最終話・TV全放映分）錄音助手：松本敦子
- 視覺特效：彩木映利
- 動畫設計：玉寄兼一郎（17～）
- 設計：竹田團吾〔服裝〕 、篠原保〔妖魔設計〕
- 音樂：
- 企劃製作助手：電通、CAZBE、東映
- 製作・著作：中部日本放送、東映

## 劇中出現的歌曲
| 類別   | 歌曲               | 作詞       | 作曲     | 編曲       | 歌手                   |
| ------ | ------------------ | ---------- | -------- | ---------- | ---------------------- |
| 主題曲 | 「閃耀的水手夢想」 | 武內直子   | 羽場仁志 | 京田誠一   | 小枝                   |
| 劇中歌 | 「Cest'la vie」    | 岩間祐穗   |          |            | 愛野美奈子（小松彩夏） |
| 劇中歌 | 「Romance」        | 杉浦篤     | 杉浦篤   | 秋葉原健介 | 愛野美奈子(小松彩夏)   |
| 劇中歌 | 「KissBang!」      | 田形美喜子 | 高見優   | 高見優     | 愛野美奈子（小松彩夏） |

## 各話主題
| 集數   | 日文原標題 | 中文標題                       |
| ------ | ---------- | ------------------------------ |
| 第1集  |            | 我是水手月亮                   |
| 第2集  |            | 亞美成為了我的好朋友           |
| 第3集  |            | 第三位戰士是巫女小麗           |
| 第4集  |            | 潛入！萬聖節化妝舞會           |
| 第5集  |            | 小兔是真正的好朋友？           |
| 第6集  |            | 轉校生是水手木星               |
| 第7集  |            | 變身給人看到了！               |
| 第8集  |            | 小麗和她的父親                 |
| 第9集  |            | 守護！魔幻銀水晶               |
| 第10集 |            | 黑暗帝國的女王‧貝莉爾女王      |
| 第11集 |            | 最後一位戰士!!愛野美奈子登場!! |
| 第12集 |            | 水手金星的真正身份是公主？     |
| 第13集 |            | 最後一位四天王‧昆札特登場      |
| 第14集 |            | 小兔變成妖魔？                 |
| 第15集 |            | 我要懲罰小偷                   |
| 第16集 |            | 要救救大阪奈留                 |
| 第17集 |            | 美奈子在小麗面前變身！         |
| 第18集 |            | 五個美少女戰士集合             |
| 第19集 |            | 小兔心跳緊張的情人節           |
| 第20集 |            | 阿衛的未婚妻是陽菜？           |
| 第21集 |            | 你對亞美做了什麼事？           |
| 第22集 |            | 亞美變成敵人？                 |
| 第23集 |            | 水手火星的戰鬥力量升級         |
| 第24集 |            | 我不能忘記地場衛先生           |
| 第25集 |            | 地場衛的真正身份是禮服蒙面俠…  |
| 第26集 |            | 小兔是真正的希蕾妮蒂公主…      |
| 第27集 |            | 露娜變身成水手露娜             |
| 第28集 |            | 歡迎你回來，亞美！             |
| 第29集 |            | 美奈子的敵人，轉學生黑木澪     |
| 第30集 |            | 黑木欺負小兔                   |
| 第31集 |            | 水手木星戰鬥力量升級           |
| 第32集 |            | 阿衛歸來                       |
| 第33集 |            | 亞美要轉學？                   |
| 第34集 |            | 親子交談                       |
| 第35集 |            | 水手金星!!協助佐賽特？         |
| 第36集 |            | 公主戰士‧水手月公主登場        |
| 第37集 |            | 公主會引發災難？               |
| 第38集 |            | 相信我！我不會毀滅星球         |
| 第39集 |            | 記者月野媽媽的大挑戰           |
| 第40集 |            | 美奈子VS小麗，新歌爭奪戰       |
| 第41集 |            | 我是戰士！                     |
| 第42集 |            | 我不會使用魔幻銀水晶的力量     |
| 第43集 |            | 小兔與阿衛的約定               |
| 第44集 |            | 佐賽特變回石頭                 |
| 第45集 |            | 美達利亞的襲擊                 |
| 第46集 |            | 水手金星的戰鬥力量升級         |
| 第47集 |            | 再見了，美奈子                 |
| 第48集 |            | 阿衛被美達利亞吞噬             |
| 第49集 |            | 超越前世的五個美少女戰士       |

## 與其他版本的差異
- 主角五戰士設定在變身前以演員自身髮型出演，變身後才變為與原作相近的髮色和髮型。
- 倩妮迪公主和女王的髮型為演員自身的黑髮。
- 與漫畫版一樣，SailorVenus一開始以SailorV登場，並冒充公主作戰以保護真正的公主，到故事後半才揭開真正的公主是SailorMoon。
- 愛野美奈子於本劇登場時已經是人氣偶像。
- 火野麗在劇中的性格與漫畫版一樣，都是「神秘的、酷＆美麗」
- 露娜的配音員與動畫版一樣是潘惠子。動畫版中阿提密斯的配音員是高戶靖廣，電視劇中改為山口勝平。
- 於舞台劇飾演水野的河邊千惠子在本劇飾演小兔的同學大阪奈留。
- 亞美與兔成為同班同學。
- 所有戰士的出場白統一為「Ｏ與Ｘ，穿水手服的美少女戰士SailorXXX，我要代替XYZ懲罰你」
- 原作中，古幡元基是一個遊戲機中心的店員，在本劇是卡啦OK中心的店員。
- 古幡元基在本劇愛上木野真琴，並在特別篇時交往，更成功求婚。
- 地場衛一開始已有未婚妻，名叫日下陽菜。因此故事增加了兔爭風吃醋的情節。
- 露娜於第27集因受到銀水晶魔力的影響，可隨意變成人類，而且還可以變身成戰士SailorLuna。
- 本作火野麗的爸爸與水野亞美的媽媽曾經登場，修改了動畫版的設定。
- 小兔在公主人格被引出後能變成水手月公主，武器是劍，威力極為強大。
- 最後一戰開始前，愛野美奈子因病致死沒法參與戰鬥。
- 在原本的漫畫和動画中地場衛和月野兔未來的女兒小小兔並沒有出現於此電視劇。

## 劇場版

### Special Act
大戰終於結束，而四年後大家各自都有自己的一番事業。而當阿衛和小兔準備結婚的時候，希蕾妮蒂女王從月亮王國遠渡而來告知露娜，她又開始感覺到有不明的黑暗力量，要露娜加緊注意。露娜發現黑暗的聚集點後遇到小麗，原來小麗也感覺到黑暗的力量。當二人不知所措之際，黑暗力量出現把小麗打成重傷，讓她入院。在小兔和阿衛結婚的前一日，妖魔出現攻擊市民，讓大家不知所措，身為戰士的大家因為大戰結束後因幻之銀水晶破裂而失去了變身能力。露娜告知真琴，只要戰士們拔起傳說中的光之劍，就能夠變身對付妖魔。而這個惡魔主腦竟是上次被美達利亞襲擊而死的黑木澪，大家決定對抗黑木，保衛地球。

### Act Zero
劇場講述小兔等人還未知道自己是戰士的時候。一日平安夜，獨自於醫院過節的美奈子發現了一隻貓，而牠是之後出現的貓阿提密斯。阿提密斯認定美奈子是前世的戰士，並要她以SailorV的身份出沒擊退壞人，就在美奈子不知所措的時候，一小偷在便利店偷了東西，於是美奈子化身SailorV，與小偷激戰。就此，美奈子經常以SailorV身份出沒。一日，一把罪集團開始偷珠寶大行動，小兔與好友決定打扮成SailorV打倒匪徒，但她們越幫越忙，反被抓住了。小兔與好友於是趕到派出所報警，而真正的SailorV亦聯同警察們合力對付匪徒。

## 外部連結
- 美少女戦士セーラームーン公式ホームページ （页面存档备份，存于）
- 実写版 CBC公式サイト （页面存档备份，存于）
- 実写版 東映公式サイト
- 互联网电影数据库（IMDb）上《美少女戰士》的资料（英文）
- 豆瓣电影上《美少女戰士》的資料 （简体中文）

## 作品的變遷
| CBC‧TBS系列 星期六 | CBC‧TBS系列 星期六                         | CBC‧TBS系列 星期六 |
| ------------------ | ------------------------------------------ | ------------------ |
|                    | 美少女戰士寫實版 （2003-10-4 - 2004-9-25） |                    |
| 星之卡比           | 超人力斯                                   |                    |